# Société nationale de loterie
 (juillet 2024).
La mise en forme du texte ne suit pas les recommandations de Wikipédia : il faut le « wikifier ».
Les points d'amélioration suivants sont les cas les plus fréquents :
- Les titres sont pré-formatés par le logiciel. Ils ne sont ni en capitales, ni en gras.
- Le texte ne doit pas être écrit en capitales (les noms de famille non plus), ni en gras, ni en italique, ni en « petit »…
- Le gras n'est utilisé que pour surligner le titre de l'article dans l'introduction, une seule fois.
- L'italique est rarement utilisé : mots en langue étrangère, titres d'œuvres, noms de bateaux, etc.
- Les citations ne sont pas en italique mais en corps de texte normal. Elles sont entourées par des guillemets français : « et ».
- Les listes à puces sont à éviter, des paragraphes rédigés étant largement préférés. Les tableaux sont à réserver à la présentation de données structurées (résultats, etc.).
- Les appels de note de bas de page (petits chiffres en exposant, introduits par l'outil «  Source ») sont à placer entre la fin de phrase et le point final[comme ça].
- Les liens internes (vers d'autres articles de Wikipédia) sont à choisir avec parcimonie. Créez des liens vers des articles approfondissant le sujet. Les termes génériques sans rapport avec le sujet sont à éviter, ainsi que les répétitions de liens vers un même terme.
- Les liens externes sont à placer uniquement dans une section « Liens externes », à la fin de l'article. Ces liens sont à choisir avec parcimonie suivant les règles définies. Si un lien sert de source à l'article, son insertion dans le texte est à faire par les notes de bas de page.
- La présentation des références doit suivre les conventions bibliographiques. Il est recommandé d'utiliser les modèles {{Ouvrage}}, {{Chapitre}}, {{Article}}, {{Lien web}} et/ou {{Bibliographie}}. Le mode d'édition visuel peut mettre en forme automatiquement les références.
- Insérer une infobox (cadre d'informations à droite) n'est pas obligatoire pour parachever la mise en page.

Pour une aide détaillée, merci de consulter Aide:Wikification.
Si vous pensez que ces points ont été résolus, vous pouvez retirer ce bandeau et améliorer la mise en forme d'un autre article.
La Société Nationale de Loterie (SONAL) est une société d’économie mixte congolaise dont l’état détient 60% du capital social et les privés 40%. Sa création a été autorisée par l’ordonnance présidentielle n°84-155 du 04 Juillet 1984.
La Sonal a pour objectif l'exploitation des jeux de hasard, de loterie et de concours de pronostics en vue de contribuer à la promotion des œuvres sociales et  artistiques, développer les activités socio-économiques et celles d'utilité publique.

## Historique
La Société Nationale de Loterie créée sur les cendres de la loterie coloniale, à l'initiative d'un groupe de promoteurs privés congolais, reçoit pour mission de poursuivre les mêmes objectifs que la société précédente, ce qui justifie son caractère national. Ainsi, par l'Ordonnance Présidentielle N°84-156 du 04 juillet 1984 à son article 7, le législateur qui est l'État congolais « ex ZAIRE » a conféré à la SONAL SA « eX SOZAL » le monopole d'organisateur des jeux de loterie et concours de pronostics à l'échelle de toutes les loteries du monde afin de sécuriser la population contre l'aventurisme de certains citoyens.
Entrée en activité en avril 1986, la Société Nationale de Loterie commence à organiser le jeu de loterie instantanée « Dare Dare ». En novembre 1989, elle se lance sur le marché du Pari Mutuel Urbain (PMU) avec la collaboration de la Loterie nationale du Sénégal, sous le signe LONASE.
En mai 1995, la Société Nationale de Loterie expérimente un autre produit le « loto » qui est suspendu en Février 1995.
Société à responsabilité limitée « SARL » depuis sa création, la SONAL SA est devenue en septembre 2012, selon le principe OHADA, une société anonyme à Conseil d'Administration, SONAL SA en sigle, enregistrée au Registre du commerce et de Crédit mobilier sous le N° 14-B-2745 avec un capital social de 3.802.988.745 FC,.